# Thupatemi Stadium
Das Thupatemi Stadium (Thai กีฬา ธูป เต มี ย์) ist ein Mehrzweckstadion in Lam Luk Ka in der Provinz Pathum Thani, Thailand. Es wird derzeit hauptsächlich für Fußballspiele genutzt und ist das Heimstadion des Air Force Central Football Club. Das Stadion fasst 25.000 Menschen. Eigentümer des Stadions sind die Thailändischen Luftstreitkräfte.

## Galerie

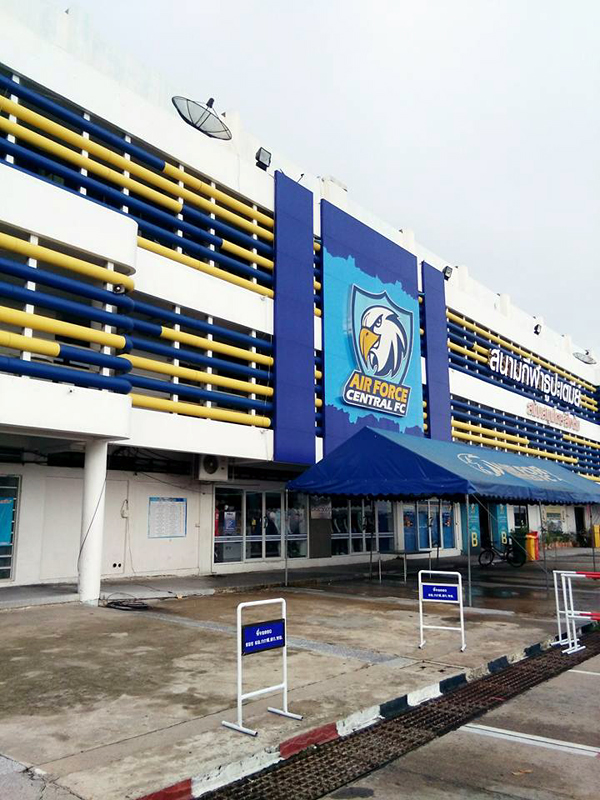
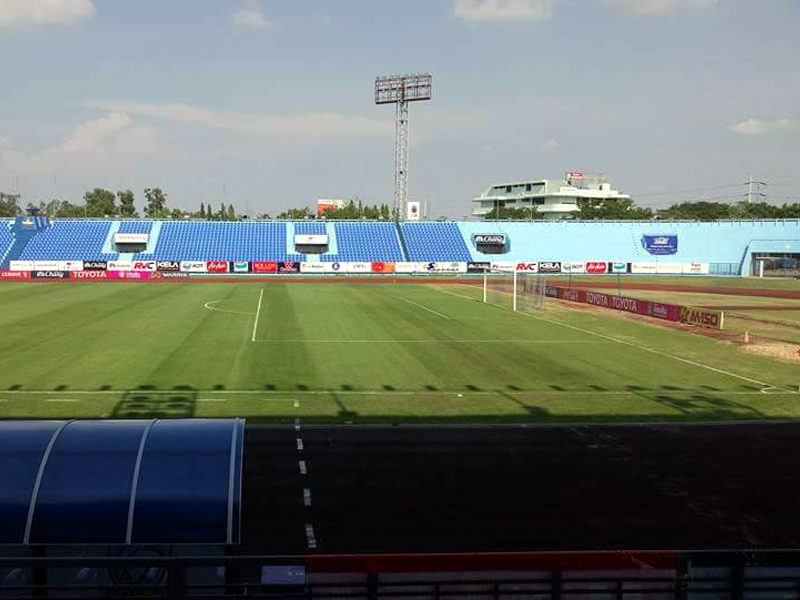
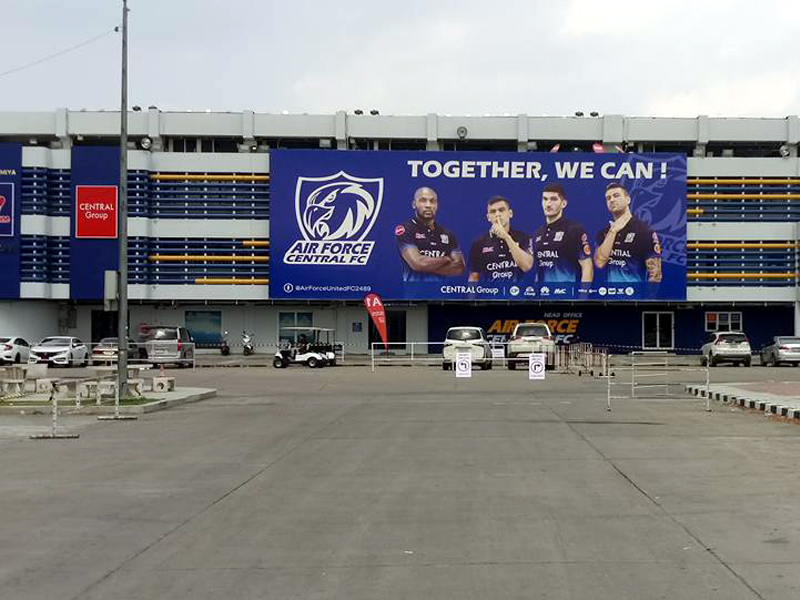
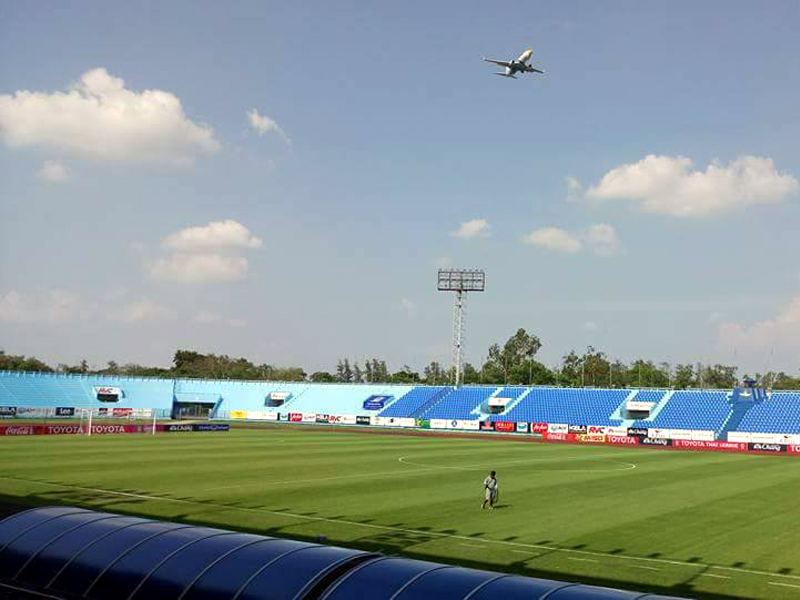
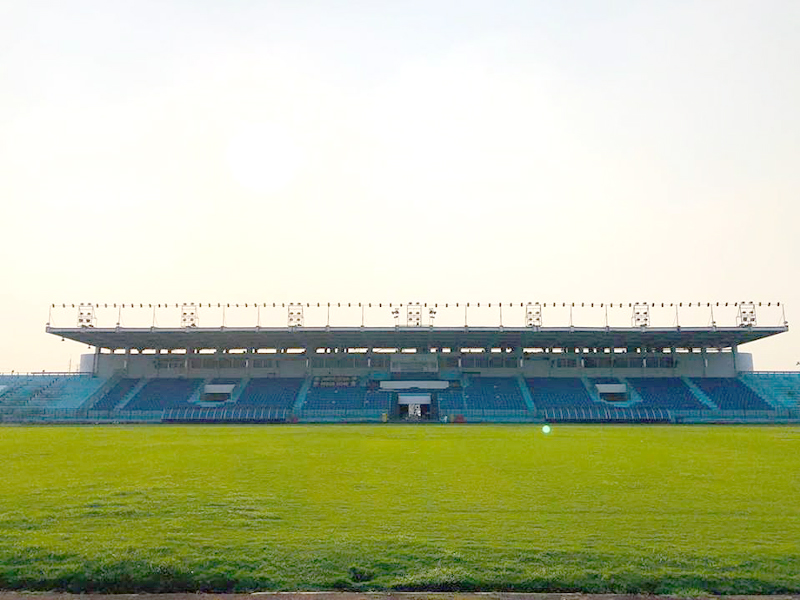
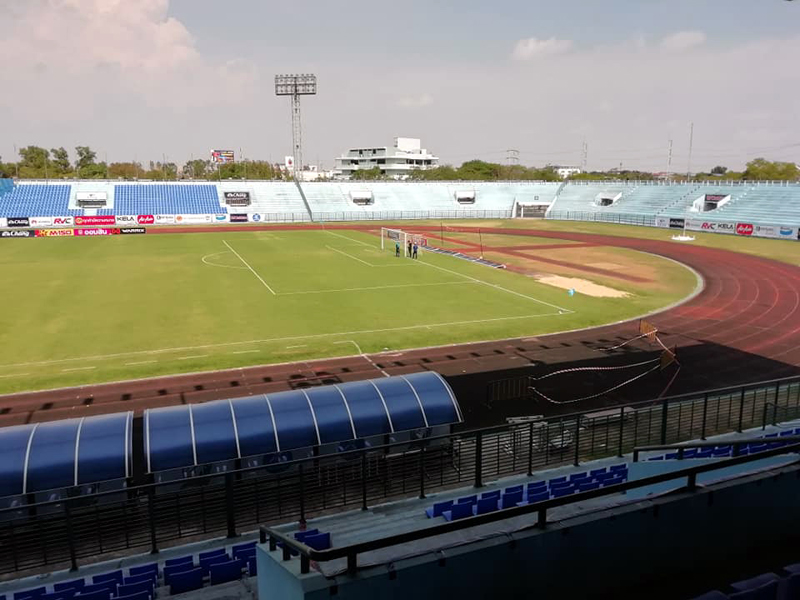

## Nutzer des Stadions
| Verein                   | Zeitraum der Nutzung |
| ------------------------ | -------------------- |
| Air Force Central FC     | 2007 bis 2019        |
| Bangkok Glass            | November 2017        |
| Air Force Robinson FC    | 2012                 |
| Grakcu Sai Mai United FC | 2013 bis 2017        |
| Rangsit University FC    | 2011                 |

Rangsit University FC